# Emanuel Emegha
Emanuel Emegha (L'Aia, 3 febbraio 2003) è un calciatore olandese di origini nigeriane, attaccante dello Strasburgo.

## Caratteristiche tecniche
Centravanti molto alto e dal fisico longilineo, è in possesso di una notevole progressione palla al piede oltre a trovarsi a proprio agio nel gioco aereo dove può servire importanti sponde per i compagni.

## Carriera

### Club
Nato a L'Aia da padre olandese e madre nigeriana, è cresciuto nel settore giovanile dello Sparta Rotterdam con cui ha firmato il primo contratto professionistico nella primavera del 2020. Il 2 febbraio ha debuttato con lo Jong Sparta nella terza divisione del paese e l'8 marzo seguente ha segnato un gol e fornito un assist nell'incontro vinto 2-0 contro il De Treffers.
Il 13 settembre 2020 ha debuttato in prima squadra giocando il secondo tempo del match di prima divisione olandese perso 1-0 contro l'Ajax.

### Nazionale
Ha giocato nelle nazionali giovanili olandesi Under-15, Under-19, Under-20 ed Under-21.

## Statistiche

### Presenze e reti nei club
Statistiche aggiornate all'8 dicembre 2024
| Stagione                | Squadra                 | Campionato              | Campionato | Campionato | Coppe nazionali | Coppe nazionali | Coppe nazionali | Coppe continentali | Coppe continentali | Coppe continentali | Altre coppe | Altre coppe | Altre coppe | Totale | Totale | Totale |
| Stagione                | Squadra                 | Comp                    | Pres       | Reti       | Comp            | Pres            | Reti            | Comp               | Pres               | Reti               | Comp        | Pres        | Reti        | Pres   | Reti   |        |
| ----------------------- | ----------------------- | ----------------------- | ---------- | ---------- | --------------- | --------------- | --------------- | ------------------ | ------------------ | ------------------ | ----------- | ----------- | ----------- | ------ | ------ | ------ |
| 2019-2020               | Jong Sparta             | 2D                      | 2          | 1          | -               | -               | -               | -                  | -                  | -                  | -           | -           | -           | 2      | 1      |        |
| 2020-2021               | Jong Sparta             | 2D                      | 3          | 0          | -               | -               | -               | -                  | -                  | -                  | -           | -           | -           | 3      | 0      |        |
| Totale Jong Sparta      | Totale Jong Sparta      | Totale Jong Sparta      | 5          | 1          |                 | -               | -               |                    | -                  | -                  |             | -           | -           | 5      | 1      |        |
| 2020-2021               | Sparta Rotterdam        | ED                      | 16+1       | 1          | CO              | 1               | 0               | -                  | -                  | -                  | -           | -           | -           | 18     | 1      |        |
| 2021-gen. 2022          | Sparta Rotterdam        | ED                      | 19         | 2          | CO              | 2               | 0               | -                  | -                  | -                  | -           | -           | -           | 21     | 2      |        |
| Totale Sparta Rotterdam | Totale Sparta Rotterdam | Totale Sparta Rotterdam | 35+1       | 3          |                 | 3               | 0               |                    | -                  | -                  |             | -           | -           | 39     | 3      |        |
| gen.-giu. 2022          | Anversa                 | D1                      | 1          | 0          | -               | -               | -               | -                  | -                  | -                  | -           | -           | -           | 1      | 0      |        |
| 2022-2023               | Sturm Graz II           | D2                      | 2          | 0          | -               | -               | -               | -                  | -                  | -                  | -           | -           | -           | 2      | 0      |        |
| 2022-2023               | Sturm Graz              | D1                      | 27         | 9          | CO              | 4               | 0               | UEL                | 5                  | 1                  | -           | -           | -           | 36     | 10     |        |
| 2023-2024               | Strasburgo              | L1                      | 28         | 8          | CF              | 3               | 1               | -                  | -                  | -                  | -           | -           | -           | 31     | 9      |        |
| 2024-2025               | Strasburgo              | L1                      | 26         | 14         | CF              | 2               | 0               | -                  | -                  | -                  | -           | -           | -           | 28     | 14     |        |
| Totale Strasburgo       | Totale Strasburgo       | Totale Strasburgo       | 54         | 22         |                 | 5               | 1               |                    | -                  | -                  |             | -           | -           | 59     | 23     |        |
| Totale carriera         | Totale carriera         | Totale carriera         | 125        | 35         |                 | 12              | 1               |                    | 5                  | 1                  |             | -           | -           | 142    | 37     |        |

### Cronologia presenze e reti in nazionale
| Cronologia completa delle presenze e delle reti in nazionale ― Paesi Bassi under 21 | Cronologia completa delle presenze e delle reti in nazionale ― Paesi Bassi under 21 | Cronologia completa delle presenze e delle reti in nazionale ― Paesi Bassi under 21 | Cronologia completa delle presenze e delle reti in nazionale ― Paesi Bassi under 21 | Cronologia completa delle presenze e delle reti in nazionale ― Paesi Bassi under 21 | Cronologia completa delle presenze e delle reti in nazionale ― Paesi Bassi under 21 | Cronologia completa delle presenze e delle reti in nazionale ― Paesi Bassi under 21 | Cronologia completa delle presenze e delle reti in nazionale ― Paesi Bassi under 21 |
| Data                                                                                | Città                                                                               | In casa                                                                             | Risultato                                                                           | Ospiti                                                                              | Competizione                                                                        | Reti                                                                                | Note                                                                                |
| ----------------------------------------------------------------------------------- | ----------------------------------------------------------------------------------- | ----------------------------------------------------------------------------------- | ----------------------------------------------------------------------------------- | ----------------------------------------------------------------------------------- | ----------------------------------------------------------------------------------- | ----------------------------------------------------------------------------------- | ----------------------------------------------------------------------------------- |
| 8-9-2023                                                                            | Waalwijk                                                                            | Paesi Bassi under 21                                                                | 3 – 0                                                                               | Moldavia under 21                                                                   | Qual. Europeo Under-21 2025                                                         | -                                                                                   | 61’                                                                                 |
| 12-9-2023                                                                           | Skopje                                                                              | Macedonia del Nord under 21                                                         | 0 – 2                                                                               | Paesi Bassi under 21                                                                | Qual. Europeo Under-21 2025                                                         | -                                                                                   | 46’                                                                                 |
| 16-11-2023                                                                          | Almere                                                                              | Paesi Bassi under 21                                                                | 1 – 0                                                                               | Gibilterra under 21                                                                 | Qual. Europeo Under-21 2025                                                         | -                                                                                   | 61’                                                                                 |
| 20-11-2023                                                                          | Borås                                                                               | Svezia under 21                                                                     | 2 – 4                                                                               | Paesi Bassi under 21                                                                | Qual. Europeo Under-21 2025                                                         | -                                                                                   | 79’                                                                                 |
| 5-9-2024                                                                            | Almere                                                                              | Paesi Bassi under 21                                                                | 5 – 0                                                                               | Macedonia del Nord under 21                                                         | Qual. Europeo Under-21 2025                                                         | -                                                                                   | 65’                                                                                 |
| 9-9-2024                                                                            | Venlo                                                                               | Paesi Bassi under 21                                                                | 3 – 1                                                                               | Georgia under 21                                                                    | Qual. Europeo Under-21 2025                                                         | 2                                                                                   | 68’                                                                                 |
| 14-10-2024                                                                          | Nimega                                                                              | Paesi Bassi under 21                                                                | 3 – 0                                                                               | Svezia under 21                                                                     | Qual. Europeo Under-21 2025                                                         | 1                                                                                   | 30’ 70’                                                                             |
| Totale                                                                              |                                                                                     | Presenze                                                                            | 7                                                                                   |                                                                                     | Reti                                                                                | 3                                                                                   |                                                                                     |

| Cronologia completa delle presenze e delle reti in nazionale ― Paesi Bassi under 20 | Cronologia completa delle presenze e delle reti in nazionale ― Paesi Bassi under 20 | Cronologia completa delle presenze e delle reti in nazionale ― Paesi Bassi under 20 | Cronologia completa delle presenze e delle reti in nazionale ― Paesi Bassi under 20 | Cronologia completa delle presenze e delle reti in nazionale ― Paesi Bassi under 20 | Cronologia completa delle presenze e delle reti in nazionale ― Paesi Bassi under 20 | Cronologia completa delle presenze e delle reti in nazionale ― Paesi Bassi under 20 | Cronologia completa delle presenze e delle reti in nazionale ― Paesi Bassi under 20 |
| Data                                                                                | Città                                                                               | In casa                                                                             | Risultato                                                                           | Ospiti                                                                              | Competizione                                                                        | Reti                                                                                | Note                                                                                |
| ----------------------------------------------------------------------------------- | ----------------------------------------------------------------------------------- | ----------------------------------------------------------------------------------- | ----------------------------------------------------------------------------------- | ----------------------------------------------------------------------------------- | ----------------------------------------------------------------------------------- | ----------------------------------------------------------------------------------- | ----------------------------------------------------------------------------------- |
| 25-3-2023                                                                           | Málaga                                                                              | Paesi Bassi under 20                                                                | 2 – 1                                                                               | Francia under 20                                                                    | Amichevole                                                                          | 2                                                                                   |                                                                                     |
| Totale                                                                              |                                                                                     | Presenze                                                                            | 1                                                                                   |                                                                                     | Reti                                                                                | 2                                                                                   |                                                                                     |

## Palmarès

### Club

#### Competizioni nazionali
- Coppa d'Austria: 1

Sturm Graz: 2022-2023